# Gilbert de Tournai
Gilbert de Tournai (c. 1200 - † 1280) fou un frare franciscà francès.

## Biografia
Estudià i ensenyà a París. Pren l'hàbit franciscà el 1240, participa en la Sisena Croada i acompanya potser Sant Lluís el 1248. Torna a París el 1260 per ensenyar-hi. Fou un autor molt ben considerat, proper a Sant Bonaventura, a qui acompanya al Concili de Lió II, i escriu una Col·lecció d'escàndols de l'Església adreçada al papa Gregori X. En aquesta obra es mostra adversari dels templers i dels hospitalaris, i suggereix unificar-los en una sola institució. Ataca la negligència dels cristians cap a Terra Santa, i apel·la a una nova croada, però purificada dels vicis anteriors. Mor el 1280 deixant una gran obra teològica, didàctica i històrica.

## Obra literària
Per demanda de Lluís IX, Gilbert compon un cert nombre de cartes destinades a l'educació del seu fill Felip III. Aquest conjunt de cartes, l'última de les quals s'envia a Lluís IX el 1259, forma l'Eruditio regum et principum (Educació dels reis i dels prínceps). L'obra pertany al gènere dels espills de prínceps, i té sobretot ensenyaments religiosos i morals. S'inspira en una carta de Plutarc titulada Institució de Trajà i del Speculum doctrinale de Vincent de Beauvais. Joan de Salisbury també li és una font important, atès que diversos passatges del llibre són còpies literals del Policraticus. El llibre s'estructura sobre quatre qualitats fonamentals d'un sobirà: la reverència a Déu i a l'Església, preocupar-se d'un mateix, la disciplina dels seus oficials i la protecció dels seus súbdits. Els reis bíblics (Salomó, David, Ezequies, Josies) i els emperadors cristians (Constantí I el Gran, Teodosi I, Justinià I i Flavi Valeri Lleó) són citats com a exemple. El príncep ha de llegir les Escriptures, i no deixar-se emportar per la caça o els jocs d'atzar. Ha de ser mestre d'ell mateix, de les seves despeses, de la seva vida sexual, tenint només una sola dona. Vetllant pel seu poble, ha de corregir-ne els defectes, controlar els oficials i obeir les lleis de l'Església.